# Harry, A History
Harry, A History: The True Story of a Boy Wizard, His Fans, and Life Inside the Harry Potter Phenomenon abreviadamente: Harry, A History nos Estados Unidos, e no Brasil Harry E Seus Fãs - A Verdadeira História De Um Menino-Bruxo, Seus Leitores E Os Detalhes Da Vida abreviadamente: Harry e seus fãs, é um livro escrito pela estadunidense, Melissa Anelli. O livro descreve o fenômeno Harry Potter em detalhes. O livro foi publicado em 04 de novembro de 2008, pela Pocket Books, e estreou em #18 na lista do New York Times.